# Pilskie Towarzystwo Piłki Siatkowej 2013-2014
Questa voce raccoglie le informazioni riguardanti il Pilskie Towarzystwo Piłki Siatkowej nelle competizioni ufficiali della stagione 2013-2014.

## Organigramma societario
Area direttiva
- Presidente: Radosław Ciemięga

Area tecnica
- Allenatore: Dariusz Luks (fino a ottobre 2013), Wiesław Popik (da ottobre 2013 2013)

## Rosa
| N° | Nome                 | Ruolo | Data di nascita  | Nazionalità sportiva |
| -- | -------------------- | ----- | ---------------- | -------------------- |
| 1  | Tricia Mayba         | S     | 2 luglio 1989    | Canada               |
| 2  | Joanna Jagodzińska   | S     | 25 novembre 1979 | Polonia              |
| 3  | Marta Kuehn          | L     | 11 dicembre 1981 | Polonia              |
| 4  | Emilia Kajzer        | P     | 10 marzo 1992    | Polonia              |
| 5  | Klaudia Konieczna    | P     | 7 settembre 1995 | Polonia              |
| 6  | Magdalena Wawrzyniak | S/O   | 14 marzo 1990    | Polonia              |
| 7  | Anna Kudakova        | S     | 8 luglio 1988    | Azerbaigian          |
| 8  | Anna Stencel         | S     | 28 agosto 1995   | Polonia              |
| 9  | Daria Paszek         | S     | 30 agosto 1991   | Polonia              |
| 10 | Natalia Krawulska    | S     | 23 giugno 1988   | Polonia              |
| 11 | Agata Wilk           | S     | 16 marzo 1986    | Polonia              |
| 12 | Weronika Barabasz    | L     | 3 maggio 1995    | Polonia              |
| 13 | Faimie Kingsley      | C     | 29 agosto 1990   | Stati Uniti          |
| 14 | Colleen Ward         | S     | 29 agosto 1989   | Stati Uniti          |
| 15 | Irina Archangielska  | P     | 5 agosto 1965    | Polonia              |
| 16 | Magdalena Hawryła    | C     | 1º gennaio 1989  | Polonia              |